# Enrique Aróstegui
Enrique Aróstegui fue un futbolista peruano que jugaba como puntero izquierdo. Hizo la mayor parte de su carrera en Sport Boys Association donde fue campeón de la Primera División del Perú en dos oportunidades. Sus padres fueron Guillermo Herminio Arostegui Valdez (1872-1954) y Elvira Dolores Arrese Saldarriaga (1872-1960) y era hermano del también futbolista Guillermo Aróstegui.

## Trayectoria
Fue uno de los socios que se unió a Sport Boys en los días posteriores a la fundación del club en 1927. Tras jugar en 1928 en Sport Progreso Callao, fue parte del plantel de Boys en su debut en torneos oficiales en 1929 siendo el capitán de ese equipo. Al año siguiente fue campeón con el cuadro rosado en la Tercera División y en 1931 pasó a Hidroaviación de la Primera División del Perú.
Regresó a Sport Boys en 1932 donde logró el ascenso a Primera División luego de ser subcampeón de la División Intermedia. Fue campeón del torneo de Primera División de 1935 alternando en la delantera con su hermano Guillermo. Nuevamente logró el título con Sport Boys en el torneo de 1937.
Se mantuvo jugando en Boys hasta 1940 y tras su retiro fue entrenador de ese club en 1947 y 1949. También fue entrenador de Carlos Concha en la gira que realizó este equipo a Colombia en 1948. Dirigió además al club Jorge Chávez en 1950.
Falleció en la tarde del 14 de noviembre de 1989 a los 77 años en su casa ubicada en la Provincia Constitucional del Callao. Se casó 2 veces, primero con Victoria Alvarado Verani (1924-¿?) desde el 19 de febrero de 1941 hasta su divorcio el 4 de agosto de 1952 y Zita Camogliano García (1918-¿?) desde el 13 de octubre de 1981 hasta su fallecimiento 8 años después. 

## Clubes
| Club                  | País | Año         |
| --------------------- | ---- | ----------- |
| Sport Progreso Callao | Perú | 1928        |
| Sport Boys            | Perú | 1929 - 1930 |
| Hidroaviación         | Perú | 1931        |
| Sport Boys            | País | 1932 - 1940 |

## Palmarés

### Títulos nacionales
| Título           | Club       | País | Año  |
| ---------------- | ---------- | ---- | ---- |
| Primera División | Sport Boys | Perú | 1935 |
| Primera División | Sport Boys | Perú | 1937 |